# سوفوكليس
سوفوكليس (بالإغريقية: Σοφοκλής) (ولد حوالي سنة 496 ق.م. في أثينا وتوفي سنة 405 ق.م.) أحد أعظم ثلاثة كتاب تراجيديا إغريقية، مع إسخيلوس ويوربيديس. وحسب سودا فقد كتب 123 مسرحية، في المسابقات المسرحية في مهرجان ديونيسيوس، حيث كل تقدمة من أي كاتب كان يجب أن تتضمن أربع مسرحيات، ثلاث تراجيديات بالإضافة إلى مسرحية ساخرة. وقد نال الجائزة الأولى (حوالي عشرين مرة) أكثر من أي كاتب آخر، وحصل على المركز الثاني في جميع المسابقات الأخرى. لكن سبعة من تراجيدياته فقط بقيت إلى يومنا هذا.
ولد سوفوكليس لعائلة ثرية كانت تقطن منطقة كولونوس. وعلى الرغم من أنه كان أغزر شعراء عصره في مجال كتابة المسرحيات التراجيدية، إلا أنه كان نشيطاً للغاية في الحياة العامة الأثينية، ففي الناحية السياسية تولي العديد من المناصب، حيث تولى عام 443 ق.م منصب وزير خزانة، وانتخب مرتين لمنصب القائد العام ، الأولي عام 441 - 440 ق.م مع بركليس ، كما شغل المنصب نفسه إيضا بعد ذلك بفترة طويلة «حوالي عام 420 ق.م» مع نيكياس . شغل منصب مستشار عامي 412 - 411 ق.م . إذ اختاره الأثينيون مع تسعة مستشارين آخرين لإدراة شئون أثينا بعد فشل الحملة الصقلية.
هذا إلي جانب ما اشتهر عنه من نشاط في مجال الديانة والعبادات : إذ يقال إنه محرابا لهيراكليس ، كم اتخذ من منزله مقرا لعبادة أسكليبيوس ، وهو الأمر الذي لقي ترحيبا وقبولا من الأثينيين ، لذلك أطلقوا عليه لقب المضيف ، فبنوا له مذبحا يقدمون له فيه القرابين . وكان ذلك -إلي جانب ما يظهر في تراجيدياته من روع وتقوي- أحد المعلقين القدامي يصفه بأنه أكثر البشر خشية للآلهة.
كانت أعماله المسرحية أكثر نوعاً ما من أعمال سلفه إسخيلوس ، ولكن مثله لم يصلنا منها إلا ما يُعدّ على أصابع اليد ، ومنها أوديب ملكا ، وأنتيغون (سوفوكليس) ، وإلكترا ، وهي أشهرها جميعاً .
هذا الرجل المثير للاهتمام كان قائداً للجيش الأثيني على زمن بيريكليس ، فضلاً عن كونه بارعاً في الجدل والمناظرة ، ومفكراً كبيراً . 

وكان من من بين أصدقائه العديدين كل من سقراط ، وأفلاطون ، وهيرودوت ، وأرسطوفانيس ، ويمكن أن يُقال إن بنية مسرحيته تشبه بنية مسرحية إسخيلوس ، غير أنه في نواحي أخرى كان كاتباً مختلفاً جداً ، ومبتكراً ، وإليه يعزي تقديمه للمرة الأولى ممثلاً ثالثاً على المسرح في مشهد واحد .
فحتى ذلك الحين لم يكن هناك أكثر من ممثلين في المشهد الواحد ، باستناء الكورس أو الجمهور الصامت ، وقد جعلت هذه الفكرة المسرحية تتحرك بسرعة أكثر ، ومنحتها عمقاً .

## أهم أعماله

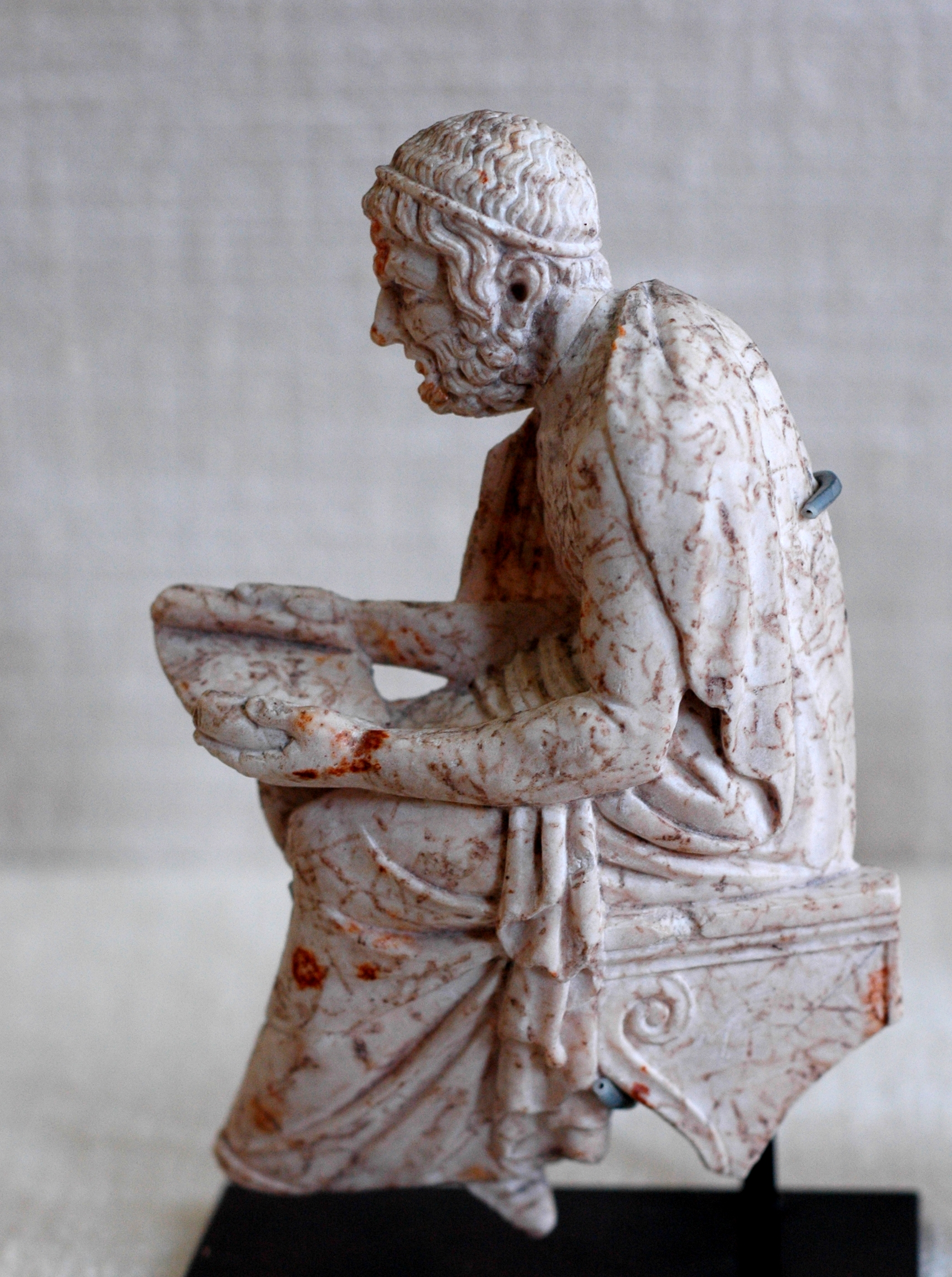
نقش رخامي بارز لشاعر، ربما كان سوفوكليس

### مسرحيات طيبة (سلسلة أوديب)
- أنتيغوني
- أوديب

### مسرحيات أخرى
- إجاكس
- إلكترا
- فيلوكتيتس

## روابط خارجية
- سوفوكليس على موقع IMDb (الإنجليزية)
- سوفوكليس على موقع الموسوعة البريطانية (الإنجليزية)
- سوفوكليس على موقع ألو سيني (الفرنسية)
- سوفوكليس على موقع ميوزك برينز (الإنجليزية)
- سوفوكليس على موقع قاعدة بيانات برودواي على الإنترنت (الإنجليزية)
- سوفوكليس على موقع إن إن دي بي (الإنجليزية)
- سوفوكليس على موقع ديسكوغز (الإنجليزية)
- سوفوكليس على موقع قاعدة بيانات الفيلم (الإنجليزية)